# Guaporé (rzeka)
Guaporé (port. Rio Guaporé) – rzeka w zachodniej Brazylii i północno-wschodniej Boliwii, na obszarze tej drugiej znana pod nazwą Río Iténez. Ma 1 530 km długości, z czego 970 km stanowi granicę brazylijsko-boliwijską.
Guaporé swoje źródła ma w Serra dos Parecis. Przepływa przez obszar Llanos de Moxos (sawanny Beni). Uchodzi do Mamoré, która z kolei jest dopływem Madeiry. Najważniejszymi dopływami rzeki są:
- lewe:
  - Alegre
  - Verde
  - Paragúa
  - Río Blanco
  - Machupo
- prawe: 
  - Guatire
  - Branco
  - Corumbiara
  - Colorado
  - Massaco
  - Cabixi

W ekoregionie rzeki występuje 260 gatunków ryb, z których 25 jest endemicznych.